# تشاه أفضل (محمدية أردكان)
تشاه أفضل (بالفارسية: چاه افضل) هي قرية تقع في إيران في قسم محمدیة الريفي. يقدر عدد سكانها بـ 89 نسمة بحسب إحصاء 2016.